# Sarah Hale
Sarah Josepha Hale (24 de outubro de 1788 – Filadélfia, 30 de abril de 1879) foi uma escritora estadunidense.

## Biografia
Nasceu em Newport, New Hampshire, filha do capitão Gordon Buell e de Martha Whittlesay Buell. Em seus primeiros anos, Sarah foi educada por sua mãe e por seu irmão Horatio, que a ensinou o que aprendeu em Dartmouth. Mais tarde, Hale se tornou uma autodidata.
Em 1813 casou com David Hale, um advogado e maçom.
Em 1823, com o apoio monetário da loja maçônica de seu marido, publicou uma coletânea de seus poemas intitulada O Gênio da Obliteração. De 1827 a 1836 Hale trabalhou como editora da Lady's Magazine, e de 1837 a 1877, como editora da Godey's Lady's Book. Durante essa época Hale escreveu muitos romances e poemas, publicando quase cinquenta volumes de obras até o final de sua vida.
Hale também é conhecida como autora da popular canção de ninar "Mary Had a Little Lamb". Foi sepultada no Cemitério Laurel Hill.

## Trabalhos selecionados
- The Genius of Oblivion; and Other Original Poems. [S.l.]: J. B. Moore. 1823
- Northwood. [S.l.]: Bowles & Dearborn. 1827
- Traits of American Life. [S.l.]: E.L. Carey & A. Hart. 1835
- Sketches of American character. [S.l.]: H. Perkins. 1838
- The Good Housekeeper. [S.l.]: Weeks, Jordan. 1839
- Northwood, or Life North and South. [S.l.]: H. Long & Brother. 1852
- The ladies' new book of cookery: a practical system for private families in town and country. [S.l.]: H. Long & Brother. 1852
- Liberia; or, Mr. Peyton's Experiments (1853)[1]
- Flora's Interpreter; or, The American Book of Flowers and Sentiments. [S.l.]: B. Mussey. 1853
- The new household receipt-book. [S.l.]: T Nelson & Son. 1854
- Woman's Record: or Sketches of All Distinguished Women, from Creation to A.D. 1854. [S.l.]: Harper & Bros. 1855
- Sarah Josepha Buell Hale, ed. (1849). Aunt Mary's new stories for young people. [S.l.]: J. Munroe & Company
- Manners; or, Happy Homes and Good Society. [S.l.]: J. E. Tilton and Company. 1868